# Liga Nacional de Baloncesto Profesional de México 2013-2014
La Temporada 2013-2014 de la LNBP fue la decimocuarta edición de la Liga Nacional de Baloncesto Profesional de México.
En asamblea extraordinaria la Liga Nacional de Baloncesto Profesional (LNBP) confirmó el calendario para esta campaña. En reunión de trabajo con la presencia de los representantes de los equipos que participaron en este torneo, la LNBP confirmó los últimos detalles del calendario de la temporada, destacando la incorporación a la liga de los Ángeles Guerreros de Acapulco con sede en el Puerto de Acapulco.
Esta temporada fueron 14 equipos los que disputaron 20 jornadas de local, 20 de visitante con 2 jornadas de descanso, para un total de 42 jornadas de temporada regular.
La temporada dio inicio el 26 de septiembre de 2013 y terminó el 15 de febrero de 2014. La Postemporada dio comienzo el 20 de febrero con la clasificación de los mejores 8 equipos de la tabla general, abriendo en casa los mejores clasificados, mientras que las Finales de la liga dieron inicio el 27 de marzo.
La jornada inaugural tuvo los siguientes enfrentamientos: Abejas de Guanajuato vs. Soles de Mexicali, Gigantes del Estado de México vs. Pioneros de Quintana Roo, Halcones Rojos Veracruz vs. Fuerza Regia de Monterrey, Halcones Xalapa vs. Toros de Nuevo Laredo, Ángeles Guerreros de Acapulco vs. Lechugueros de León, Gansos Salvajes de la UIC vs. Panteras de Aguascalientes y Correcaminos UAT Victoria vs. Huracanes de Tampico.

## Eventos destacados
- Se retiraron de la liga los Barreteros de Zacatecas, los Guerreros de Guerrero Cumple y los Osos de Guadalajara.
- Tuvieron su primera participación en el circuito los Ángeles Guerreros de Acapulco.
- Clasificaron a la postemporada los mejores 8 equipos de la tabla general.
- Los Halcones UV Xalapa quedaron oficialmente desvinculados con respecto a la UV, quedando oficialmente nombrados como Halcones Xalapa.[3]
- El martes 17 de diciembre de 2013 se realizó el "Juego de las Estrellas" en el Gimnasio del ITESM - Campus Estado de México en Atizapán de Zaragoza, Estado de México. La Selección Coyotl se impuso a la Koatl por 127 a 122. Jesús González de los Halcones Rojos Veracruz ganó el concurso de Tiros de 3, mientras que Jerome Habel de los Gigantes del Estado de México ganó el concurso de Clavadas. Por otro lado, Alejandro Carmona de las Panteras de Aguascalientes fue designado como el Jugador Más Valioso del encuentro.[4]
- Participaron en la Liga de las Américas 2014 los Toros de Nuevo Laredo y los Halcones Xalapa. Toros de Nuevo Laredo formó parte del Grupo A con sede en Neiva, Colombia, en donde quedó eliminado en la ronda preliminar. Mientras que Halcones Xalapa organizó el Grupo C con sede en el Gimnasio de la USBI de Xalapa, Veracruz, en donde consiguió su pase a las semifinales del certamen.[5][6]
- Los Halcones Xalapa fueron sede en el Gimnasio de la USBI de Xalapa, Veracruz del Grupo E de las semifinales de la Liga de las Américas 2014, en donde lograron conseguir su pase a la ronda final del torneo.[7]
- El sábado 22 de marzo los Halcones Xalapa quedaron cuarto lugar de América al caer ante el Club Atlético Aguada de Uruguay en el Final Four de la Liga de las Américas 2014.[8]
- El puertorriqueño Renaldo Balkman de los Halcones Rojos Veracruz lideró en siete departamentos en la postemporada: Créditos con 383, Puntos con 315, Tiros de 2 con 115, Tiros Libres con 82, Faltas Recibidas con 83, Robos de Balón con 30 y Tapones con 30.[9]

## Campeón de Liga
El Campeonato de la LNBP lo obtuvieron los Halcones Rojos Veracruz, los cuales derrotaron en una reñida Serie Final a los Pioneros de Quintana Roo por 4 juegos a 3, coronándose el equipo jarocho en calidad de local en el Auditorio "Benito Juárez" de Veracruz, Veracruz.

## Equipos participantes
| Liga Nacional de Baloncesto Profesional de México 2013-2014 |                      |                                |               |                                          |           |
| Equipo                                                      | Entrenador           | Ciudad                         | Miembro desde | Pabellón                                 | Capacidad |
| Abejas de Guanajuato                                        | Daniel Alberto Jaule | Guanajuato, Guanajuato         | 2009-2010     | Auditorio Municipal La Yerbabuena        | 2,100     |
| Ángeles Guerreros de Acapulco                               | Ángel González       | Acapulco, Guerrero             | 2013-2014     | Centro Internacional Acapulco            | 7,000     |
| Correcaminos UAT Victoria                                   | Andrés Contreras     | Ciudad Victoria, Tamaulipas    | 2000          | Gimnasio Multidisciplinario UAT Victoria | 3,500     |
| Fuerza Regia de Monterrey                                   | Lewis LaSelle Taylor | Monterrey, Nuevo León          | 2001          | Gimnasio Nuevo León Unido                | 5,000     |
| Gansos Salvajes de la UIC                                   | Luis García          | México, D. F.                  | 2012-2013     | Domo de la UIC                           | 3,000     |
| Gigantes del Estado de México                               | Jorge Toussaint      | Toluca, Estado de México       | 2012-2013     | Gimnasio Lic. Adolfo López Mateos        | 1,000     |
| Halcones Rojos Veracruz                                     | Eddie Casiano        | Veracruz, Veracruz             | 2005          | Auditorio "Benito Juárez"                | 3,466     |
| Halcones Xalapa                                             | Sergio Valdeolmillos | Xalapa, Veracruz               | 2003          | Gimnasio de la USBI                      | 2,789     |
| Huracanes de Tampico                                        | Eduard Torres        | Tampico, Tamaulipas            | 2009-2010     | Expo Tampico                             | 4,200     |
| Lechugueros de León                                         | Tomás Canizalez      | León, Guanajuato               | 2001          | Domo de la Feria                         | 4,463     |
| Panteras de Aguascalientes                                  | Juan José Cardona    | Aguascalientes, Aguascalientes | 2003          | Gimnasio "Hermanos Carreón"              | 3,000     |
| Pioneros de Quintana Roo                                    | Manolo Cintrón       | Cancún, Quintana Roo           | 2006          | Poliforum Benito Juárez                  | 5,300     |
| Soles de Mexicali                                           | Iván Déniz           | Mexicali, Baja California      | 2005          | Auditorio del Estado                     | 4,426     |
| Toros de Nuevo Laredo                                       | José Martínez        | Nuevo Laredo, Tamaulipas       | 2007-2008     | Polyforum Dr. Rodolfo Torre Cantú        | 5,224     |

## Clasificación
- Actualizadas las clasificaciones al 2 de marzo de 2014. [11]

JJ = Juegos Jugados, JG = Juegos Ganados, JP = Juegos Perdidos, Ptos. = Puntos Obtenidos = (JGx2)+(JP), PF= Puntos a favor, PC = Puntos en contra, Dif. = Diferencia entre Ptos. a favor y en contra, JV = Juegos de Ventaja
| Clasificación General           |    |    |    |      |      |      |       |    |
| Equipo                          | JJ | JG | JP | PF   | PC   | Dif. | Ptos. | JV |
| Halcones Rojos Veracruz         | 40 | 33 | 7  | 3356 | 3029 | 327  | 73    | -- |
| Soles de Mexicali               | 40 | 31 | 9  | 3445 | 3161 | 284  | 71    | 2  |
| Pioneros de Quintana Roo        | 40 | 30 | 10 | 3448 | 3106 | 342  | 70    | 3  |
| Abejas de Guanajuato            | 40 | 28 | 12 | 3552 | 3383 | 169  | 68    | 5  |
| Fuerza Regia de Monterrey       | 40 | 26 | 14 | 3400 | 3232 | 168  | 66    | 7  |
| Toros de Nuevo Laredo *         | 39 | 25 | 14 | 3156 | 3016 | 140  | 64    | 8  |
| Halcones Xalapa                 | 40 | 21 | 19 | 3312 | 3129 | 183  | 61    | 12 |
| Huracanes de Tampico            | 40 | 21 | 19 | 3300 | 3171 | 129  | 61    | 12 |
| Ángeles Guerreros de Acapulco   | 40 | 17 | 23 | 3431 | 3496 | -65  | 57    | 16 |
| Panteras de Aguascalientes      | 40 | 16 | 24 | 3656 | 3726 | -70  | 56    | 17 |
| Lechugueros de León             | 40 | 9  | 31 | 3159 | 3506 | -347 | 49    | 24 |
| Gigantes del Estado de México * | 39 | 10 | 29 | 3235 | 3510 | -275 | 49    | 23 |
| Correcaminos UAT Victoria       | 40 | 8  | 32 | 3084 | 3395 | -311 | 48    | 25 |
| Gansos Salvajes de la UIC       | 40 | 4  | 36 | 3127 | 3808 | -681 | 44    | 29 |

* Nota: Con un juego de menos.
| Clasificado a los playoffs |

| Eliminado de los playoffs |

## Playoffs
|  | Cuartos de final           | Cuartos de final           | Cuartos de final           |              |   | Semifinales      | Semifinales      | Semifinales      |  |   | Final                     | Final                     | Final                     |  |
|  | 20 de febrero - 6 de marzo | 20 de febrero - 6 de marzo | 20 de febrero - 6 de marzo |              |   | 10 - 22 de marzo | 10 - 22 de marzo | 10 - 22 de marzo |  |   | 27 de marzo - 10 de abril | 27 de marzo - 10 de abril | 27 de marzo - 10 de abril |  |
|  |                            |                            |                            |              |   |                  |                  |                  |  |   |                           |                           |                           |  |
|  |                            |                            |                            |              |   |                  |                  |                  |  |   |                           |                           |                           |  |
|  | 1                          | Halcones Rojos             | 4                          |              |   |                  |                  |                  |  |   |                           |                           |                           |  |
|  | 1                          | Halcones Rojos             | 4                          |              |   |                  |                  |                  |  |   |                           |                           |                           |  |
|  | 8                          | Huracanes                  | 1                          |              |   |                  |                  |                  |  |   |                           |                           |                           |  |
|  | 8                          | Huracanes                  | 1                          |              | 1 | Halcones Rojos   | 4                |                  |  |   |                           |                           |                           |  |
|  |                            |                            |                            |              | 1 | Halcones Rojos   | 4                |                  |  |   |                           |                           |                           |  |
|  |                            |                            | 7                          | Halcones     | 0 |                  |                  |                  |  |   |                           |                           |                           |  |
|  | 2                          | Soles                      | 7                          | Halcones     | 0 | 1                |                  |                  |  |   |                           |                           |                           |  |
|  | 2                          | Soles                      |                            |              |   |                  |                  |                  |  |   |                           |                           |                           |  |
|  | 7                          | Halcones                   | 4                          |              |   |                  |                  |                  |  |   |                           |                           |                           |  |
|  | 7                          | Halcones                   | 4                          |              |   |                  |                  |                  |  | 1 | Halcones Rojos            | 4                         |                           |  |
|  |                            |                            |                            |              |   |                  |                  |                  |  | 1 | Halcones Rojos            | 4                         |                           |  |
|  |                            |                            | 3                          | Pioneros     | 3 |                  |                  |                  |  |   |                           |                           |                           |  |
|  | 3                          | Pioneros                   | 3                          | Pioneros     | 3 | 4                |                  |                  |  |   |                           |                           |                           |  |
|  | 3                          | Pioneros                   |                            |              |   |                  |                  |                  |  |   |                           |                           |                           |  |
|  | 6                          | Toros                      | 1                          |              |   |                  |                  |                  |  |   |                           |                           |                           |  |
|  | 6                          | Toros                      | 1                          |              | 3 | Pioneros         | 4                |                  |  |   |                           |                           |                           |  |
|  |                            |                            |                            |              | 3 | Pioneros         | 4                |                  |  |   |                           |                           |                           |  |
|  |                            |                            | 5                          | Fuerza Regia | 2 |                  |                  |                  |  |   |                           |                           |                           |  |
|  | 4                          | Abejas                     | 5                          | Fuerza Regia | 2 | 1                |                  |                  |  |   |                           |                           |                           |  |
|  | 4                          | Abejas                     |                            |              |   |                  |                  |                  |  |   |                           |                           |                           |  |
|  | 5                          | Fuerza Regia               | 4                          |              |   |                  |                  |                  |  |   |                           |                           |                           |  |
|  | 5                          | Fuerza Regia               | 4                          |              |   |                  |                  |                  |  |   |                           |                           |                           |  |
|  |                            |                            |                            |              |   |                  |                  |                  |  |   |                           |                           |                           |  |

### Cuartos de final

#### Halcones Rojos Veracruz vs. Huracanes de Tampico
| Fecha                              | Hora  | Equipo local            | Resultado | Equipo visitante        |
| ---------------------------------- | ----- | ----------------------- | --------- | ----------------------- |
| 20 de febrero de 2014              | 20:30 | Halcones Rojos Veracruz | 91 - 81   | Huracanes de Tampico    |
| 22 de febrero de 2014              | 19:00 | Halcones Rojos Veracruz | 74 - 68   | Huracanes de Tampico    |
| 25 de febrero de 2014              | 19:45 | Huracanes de Tampico    | 87 - 90   | Halcones Rojos Veracruz |
| 27 de febrero de 2014              | 19:45 | Huracanes de Tampico    | 76 - 72   | Halcones Rojos Veracruz |
| 1 de marzo de 2014                 | 19:45 | Huracanes de Tampico    | 77 - 90   | Halcones Rojos Veracruz |
| Halcones Rojos gana la serie 4 - 1 |       |                         |           |                         |

#### Soles de Mexicali vs. Halcones Xalapa
| Fecha                        | Hora  | Equipo local      | Resultado | Equipo visitante  |
| ---------------------------- | ----- | ----------------- | --------- | ----------------- |
| 20 de febrero de 2014        | 20:00 | Soles de Mexicali | 72 - 74   | Halcones Xalapa   |
| 22 de febrero de 2014        | 20:00 | Soles de Mexicali | 69 - 65   | Halcones Xalapa   |
| 4 de marzo de 2014           | 20:00 | Halcones Xalapa   | 98 - 85   | Soles de Mexicali |
| 5 de marzo de 2014           | 20:00 | Halcones Xalapa   | 85 - 79   | Soles de Mexicali |
| 6 de marzo de 2014           | 20:00 | Halcones Xalapa   | 89 - 84   | Soles de Mexicali |
| Halcones gana la serie 4 - 1 |       |                   |           |                   |

#### Pioneros de Quintana Roo vs. Toros de Nuevo Laredo
| Fecha                        | Hora  | Equipo local             | Resultado | Equipo visitante         |
| ---------------------------- | ----- | ------------------------ | --------- | ------------------------ |
| 20 de febrero de 2014        | 20:30 | Pioneros de Quintana Roo | 87 - 71   | Toros de Nuevo Laredo    |
| 22 de febrero de 2014        | 20:30 | Pioneros de Quintana Roo | 94 - 82   | Toros de Nuevo Laredo    |
| 25 de febrero de 2014        | 20:30 | Toros de Nuevo Laredo    | 79 - 84   | Pioneros de Quintana Roo |
| 27 de febrero de 2014        | 20:30 | Toros de Nuevo Laredo    | 87 - 78   | Pioneros de Quintana Roo |
| 1 de marzo de 2014           | 20:30 | Toros de Nuevo Laredo    | 73 - 133  | Pioneros de Quintana Roo |
| Pioneros gana la serie 4 - 1 |       |                          |           |                          |

#### Abejas de Guanajuato vs. Fuerza Regia de Monterrey
| Fecha                            | Hora  | Equipo local              | Resultado | Equipo visitante          |
| -------------------------------- | ----- | ------------------------- | --------- | ------------------------- |
| 20 de febrero de 2014            | 20:00 | Abejas de Guanajuato      | 93 - 87   | Fuerza Regia de Monterrey |
| 22 de febrero de 2014            | 20:00 | Abejas de Guanajuato      | 82 - 84   | Fuerza Regia de Monterrey |
| 25 de febrero de 2014            | 20:00 | Fuerza Regia de Monterrey | 84 - 59   | Abejas de Guanajuato      |
| 27 de febrero de 2014            | 20:00 | Fuerza Regia de Monterrey | 67 - 64   | Abejas de Guanajuato      |
| 1 de marzo de 2014               | 20:00 | Fuerza Regia de Monterrey | 75 - 67   | Abejas de Guanajuato      |
| Fuerza Regia gana la serie 4 - 1 |       |                           |           |                           |

### Semifinales

#### Halcones Rojos Veracruz vs. Halcones Xalapa
| Fecha                              | Hora  | Equipo local            | Resultado | Equipo visitante        |
| ---------------------------------- | ----- | ----------------------- | --------- | ----------------------- |
| 10 de marzo de 2014                | 20:30 | Halcones Rojos Veracruz | 93 - 62   | Halcones Xalapa         |
| 12 de marzo de 2014                | 20:30 | Halcones Rojos Veracruz | 74 - 69   | Halcones Xalapa         |
| 14 de marzo de 2014                | 20:00 | Halcones Xalapa         | 100 - 107 | Halcones Rojos Veracruz |
| 16 de marzo de 2014                | 19:00 | Halcones Xalapa         | 77 - 89   | Halcones Rojos Veracruz |
| Halcones Rojos gana la serie 4 - 0 |       |                         |           |                         |

#### Pioneros de Quintana Roo vs. Fuerza Regia de Monterrey
| Fecha                        | Hora  | Equipo local              | Resultado | Equipo visitante          |
| ---------------------------- | ----- | ------------------------- | --------- | ------------------------- |
| 10 de marzo de 2014          | 20:30 | Pioneros de Quintana Roo  | 90 - 81   | Fuerza Regia de Monterrey |
| 12 de marzo de 2014          | 20:30 | Pioneros de Quintana Roo  | 71 - 77   | Fuerza Regia de Monterrey |
| 15 de marzo de 2014          | 20:00 | Fuerza Regia de Monterrey | 84 - 93   | Pioneros de Quintana Roo  |
| 17 de marzo de 2014          | 16:00 | Fuerza Regia de Monterrey | 57 - 67   | Pioneros de Quintana Roo  |
| 19 de marzo de 2014          | 20:00 | Fuerza Regia de Monterrey | 73 - 69   | Pioneros de Quintana Roo  |
| 22 de marzo de 2014          | 20:30 | Pioneros de Quintana Roo  | 83 - 75   | Fuerza Regia de Monterrey |
| Pioneros gana la serie 4 - 2 |       |                           |           |                           |

### Final

#### Halcones Rojos Veracruz vs. Pioneros de Quintana Roo

##### Juego 1
27 de marzo de 2014; Auditorio "Benito Juárez", Veracruz, Veracruz.
| Equipo | Período 1 | Período 2 | Período 3 | Período 4 | Resultado |
| --- | --------- | --------- | --------- | --------- | --------- |
| Halcones Rojos Veracruz                                                                                             | 19        | 26        | 20        | 20        | 85        |
| Pioneros de Quintana Roo                                                                                            | 11        | 16        | 23        | 15        | 65        |
| HAL - Puntos: Renaldo Balkman (18); Rebotes: Leroy Hickerson (9); Asistencias: Carlos Rivera y Leroy Hickerson (5). |           |           |           |           |           |
| PIO - Puntos: Jaime Lloreda (17); Rebotes: Héctor Hernández (7); Asistencias: Robert Hornsby (3).                   |           |           |           |           |           |

- Halcones Rojos 1 - 0 Pioneros[18]

##### Juego 2(enlace rotodisponible enInternet Archive; véase elhistorial, laprimera versióny laúltima).
29 de marzo de 2014; Auditorio "Benito Juárez", Veracruz, Veracruz.
| Equipo | Período 1 | Período 2 | Período 3 | Período 4 | Resultado |
| --- | --------- | --------- | --------- | --------- | --------- |
| Halcones Rojos Veracruz                                                                                           | 13        | 25        | 25        | 14        | 77        |
| Pioneros de Quintana Roo                                                                                          | 20        | 21        | 22        | 11        | 74        |
| HAL - Puntos: Francisco Cruz (18); Rebotes: Adrián Zamora y Leroy Hickerson (6); Asistencias: Francisco Cruz (4). |           |           |           |           |           |
| PIO - Puntos: Jaime Lloreda (17); Rebotes: Héctor Hernández (14); Asistencias: Robert Hornsby (4).                |           |           |           |           |           |

- Halcones Rojos 2 - 0 Pioneros[19]

##### Juego 3
2 de abril de 2014; Poliforum Benito Juárez, Cancún, Quintana Roo.
| Equipo | Período 1 | Período 2 | Período 3 | Período 4 | Resultado |
| --- | --------- | --------- | --------- | --------- | --------- |
| Pioneros de Quintana Roo | 26        | 21        | 26        | 18        | 91        |
| Halcones Rojos Veracruz | 23        | 9         | 31        | 25        | 88        |
| PIO - Puntos: Jaime Lloreda (21); Rebotes: Jaime Lloreda (12); Asistencias: Denis Clemente (3).                                           |           |           |           |           |           |
| HAL - Puntos: Andre Emmett (41); Rebotes: Andre Emmett y Marco Ramos (7); Asistencias: Brody Angley, Carlos Rivera y Leroy Hickerson (3). |           |           |           |           |           |

- Halcones Rojos 2 - 1 Pioneros[20]

##### Juego 4
3 de abril de 2014; Poliforum Benito Juárez, Cancún, Quintana Roo.
| Equipo | Período 1 | Período 2 | Período 3 | Período 4 | Resultado |
| --- | --------- | --------- | --------- | --------- | --------- |
| Pioneros de Quintana Roo                                                                                          | 26        | 22        | 16        | 25        | 89        |
| Halcones Rojos Veracruz                                                                                           | 25        | 20        | 15        | 17        | 77        |
| PIO - Puntos: Denis Clemente (22); Rebotes: Jaime Lloreda (12); Asistencias: Robert Hornsby y Wilfredo Pagán (5). |           |           |           |           |           |
| HAL - Puntos: Andre Emmett (28); Rebotes: Adrián Zamora (7); Asistencias: Brody Angley y Andre Emmett (3).        |           |           |           |           |           |

- Halcones Rojos 2 - 2 Pioneros[21]

##### Juego 5
5 de abril de 2014; Poliforum Benito Juárez, Cancún, Quintana Roo.
| Equipo | Período 1 | Período 2 | Período 3 | Período 4 | Resultado |
| --- | --------- | --------- | --------- | --------- | --------- |
| Pioneros de Quintana Roo | 22        | 13        | 32        | 17        | 84        |
| Halcones Rojos Veracruz | 10        | 18        | 19        | 18        | 65        |
| PIO - Puntos: Robert Hornsby y Stephen Soriano (19); Rebotes: Jaime Lloreda y Robert Hornsby (6); Asistencias: Denis Clemente (5). |           |           |           |           |           |
| HAL - Puntos: Renaldo Balkman (20); Rebotes: Renaldo Balkman (11); Asistencias: Andre Emmett (4).                                  |           |           |           |           |           |

- Halcones Rojos 2 - 3 Pioneros[22]

##### Juego 6
8 de abril de 2014; Auditorio "Benito Juárez", Veracruz, Veracruz.
| Equipo                                                                                                  | Período 1 | Período 2 | Período 3 | Período 4 | Resultado |
| --- | --------- | --------- | --------- | --------- | --------- |
| Halcones Rojos Veracruz                                                                                 | 17        | 13        | 18        | 25        | 73        |
| Pioneros de Quintana Roo                                                                                | 21        | 24        | 10        | 15        | 70        |
| HAL - Puntos: Renaldo Balkman (25); Rebotes: Renaldo Balkman (9); Asistencias: Carlos Rivera (4).       |           |           |           |           |           |
| PIO - Puntos: Héctor Hernández (19); Rebotes: Héctor Hernández (11); Asistencias: Héctor Hernández (3). |           |           |           |           |           |

- Halcones Rojos 3 - 3 Pioneros[23]

##### Juego 7
10 de abril de 2014; Auditorio "Benito Juárez", Veracruz, Veracruz.
| Equipo                                                                                          | Período 1 | Período 2 | Período 3 | Período 4 | Resultado |
| ----------------------------------------------------------------------------------------------- | --------- | --------- | --------- | --------- | --------- |
| Halcones Rojos Veracruz                                                                         | 12        | 13        | 15        | 18        | 58        |
| Pioneros de Quintana Roo                                                                        | 17        | 12        | 13        | 12        | 54        |
| HAL - Puntos: Renaldo Balkman (18); Rebotes: Marco Ramos (8); Asistencias: Brody Angley (6).    |           |           |           |           |           |
| PIO - Puntos: Jaime Lloreda (15); Rebotes: Jaime Lloreda (12); Asistencias: Denis Clemente (4). |           |           |           |           |           |

- Halcones Rojos gana la serie 4 - 3[24]

## Líderes individuales
| Categoría         | Jugador                       | Equipo                     | Marca | Promedio | %     |
| ----------------- | ----------------------------- | -------------------------- | ----- | -------- | ----- |
| Créditos          | Alejandro Carmona Sánchez     | Panteras de Aguascalientes | 954   | 25.11    | *     |
| Puntos            | Alejandro Carmona Sánchez     | Panteras de Aguascalientes | 976   | 25.68    | *     |
| Rebotes           | Eugene Hasson Phelps          | Soles de Mexicali          | 401   | 10.03    | *     |
| Asistencias       | Luis Armando Pulido Vizcaíno  | Soles de Mexicali          | 187   | 4.68     | *     |
| Tiros de 2        | Alejandro Carmona Sánchez     | Panteras de Aguascalientes | 364   | 9.58     | 0.642 |
| Tiros de 3        | Ricardo José Meléndez Huertas | Panteras de Aguascalientes | 101   | 2.59     | 0.396 |
| Tiros Libres      | Alejandro Carmona Sánchez     | Panteras de Aguascalientes | 191   | 5.03     | 0.868 |
| Minutos           | Steffphon Wuantez Pettiggrew  | Abejas de Guanajuato       | 1,370 | 34.25    | *     |
| Faltas Cometidas  | Marquis Leland Ayala          | Correcaminos UAT Victoria  | 109   | 2.87     | *     |
| Faltas Recibidas  | Eugene Hasson Phelps          | Soles de Mexicali          | 204   | 5.10     | *     |
| Robos de Balón    | Clifton Lyonell Tucker        | Huracanes de Tampico       | 70    | 1.84     | *     |
| Pérdidas de balón | Alejandro Carmona Sánchez     | Panteras de Aguascalientes | 103   | 2.71     | *     |
| Tapones           | Ryan O'neal P Moss            | Huracanes de Tampico       | 57    | 1.39     | *     |

## Designaciones
A continuación se muestran las designaciones a los mejores jugadores de la temporada 2013-2014.
| Designación               | Ganador                     | Equipo                    |
| ------------------------- | --------------------------- | ------------------------- |
| Jugador del año           | Renaldo Miguel Balkman      | Halcones Rojos Veracruz   |
| Guardia del año           | Leroy Edjuan Hickerson      | Halcones Rojos Veracruz   |
| Delantero del año         | Renaldo Miguel Balkman      | Halcones Rojos Veracruz   |
| Centro del año            | Kentrell Kardell Gransberry | Fuerza Regia de Monterrey |
| Jugador nacional del año  | Héctor Hernández Gallegos   | Pioneros de Quintana Roo  |
| Jugador importado del año | Renaldo Miguel Balkman      | Halcones Rojos Veracruz   |
| Jugador defensivo del año | Renaldo Miguel Balkman      | Halcones Rojos Veracruz   |
| Entrenador del año        | Eddie Casiano Ojeda         | Halcones Rojos Veracruz   |

## Equipo ideal
A continuación se muestra al equipo ideal de la temporada 2013-2014.
| Posición  | Jugador                   | Equipo                   |
| --------- | ------------------------- | ------------------------ |
| Base      | Leroy Edjuan Hickerson    | Halcones Rojos Veracruz  |
| Escolta   | René Anthony Rougeau      | Toros de Nuevo Laredo    |
| Alero     | Eugene Hasson Phelps      | Soles de Mexicali        |
| Ala-pívot | Héctor Hernández Gallegos | Pioneros de Quintana Roo |
| Pívot     | Renaldo Miguel Balkman    | Halcones Rojos Veracruz  |